# Bill English
Simon William „Bill” English (ur. 30 grudnia 1961 w Dipton) – nowozelandzki polityk, minister finansów w 1999, lider Partii Narodowej w latach 2001–2003 oraz ponownie w latach 2016–2018. Wiceprzewodniczący Partii Narodowej w latach 2006-2016. Wicepremier i minister finansów od 19 listopada 2008 do 12 grudnia 2016. Minister infrastruktury w latach 2008–2011. Premier Nowej Zelandii od 12 grudnia 2016 do 26 października 2017.

## Życiorys

### Młodość i edukacja
Bill English urodził się w Dipton w regionie Southland. W młodości mieszkał w internacie i uczęszczał do szkoły St. Patrick’s College w Wellington. Ukończył handel na University of Otago oraz literaturę angielską na Victoria University of Wellington.
Po studiach, wrócił do Dipton, by pracować jako farmer. W 1987 ponownie przeniósł się do stolicy i został analitykiem w Ministerstwie Skarbu. Bill English jest żonaty z Mary English, z zawodu lekarką, ma sześcioro dzieci. Jest katolikiem.

### Kariera polityczna
W 1980 wstąpił do Partii Narodowej. W latach 80. XX w. zajmował się głównie sprawami administracyjnymi partii w regionie Southland oraz w Wellington. W 1990 został kandydatem Partii Narodowej w wyborach parlamentarnych w okręgu Wallace i dostał się do Izby Reprezentantów. Od tamtego czasu, English uzyskiwał elekcję do parlamentu w każdych kolejnych wyborach (kolejno w 1993, 1996, 1999, 2002, 2005, 2008, 2011 i w 2014).
Na początku 1996 wszedł w skład gabinetu, w którym był odpowiedzialny za Crown Health Enterprises, państwowego dostawcę usług zdrowotnych, stworzonego w ramach reformy usług medycznych, wprowadzonej przez Partię Narodową. Został także wiceministrem edukacji.
Po wyborach w 1996, English objął funkcję ministra zdrowia w gabinecie premiera Jima Bolgera. W styczniu 1999 objął stanowisko ministra finansów, które zajmował do czerwca 1999, kiedy objął stanowisko ministra skarbu, zajmując je do listopada tegoż roku.
Po przegranych przez Partię Narodową wyborach parlamentarnych w 1999 i oddaniu władzy Partii Pracy Helen Clark, został rzecznikiem do spraw finansowych w gabinecie cieni.

### Lider opozycji
Jesienią 2001 poziom niezadowolenia z przywództwa Jenny Shipley osiągnął w Partii Narodowej swoje apogeum. Doprowadziło to do wyborów nowego lidera, którym 8 października 2001 został Bill English.
English jako lider opozycji nie zdołał jednak poprawić wizerunku i wyników partii. W wyborach parlamentarnych w 2002 Partia Narodowa odnotowała najgorszy wynik w historii, zdobywając zaledwie 20% głosów poparcia. W partii rozpoczęła się debata nad przyczynami porażki, jednak nie zdecydowano się wówczas na zmianę przywództwa.
Jesienią 2003 poparcie dla Partii Narodowej nie podnosiło się, pozostając na poziomie z ostatnich wyborów. Pozycję Englisha osłabiły dodatkowo jego osobiste wpadki. Ostatecznie, 28 października 2003 został zastąpiony na stanowisku przewodniczącego Partii Narodowej przez Dona Brasha, dotychczasowego dyrektora Banku Rezerwy Nowej Zelandii.
2 listopada 2003 English został mianowany przez Brasha rzecznikiem partii do spraw edukacji, którym pozostał również po wyborach parlamentarnych w 2005. Po rezygnacji z funkcji lidera przez Brasha, nowym przewodniczącym Partii Narodowej został 27 listopada 2006 John Key, a stanowisko jej wicelidera objął Bill English. Objął on również resort finansów w gabinecie cieni.

### Wicepremier i premier
8 listopada 2008 Partia Narodowa odniosła zwycięstwo w wyborach parlamentarnych. Premier elekt John Key 17 listopada 2008 przedstawił skład swojego gabinetu, w którym stanowisko wicepremiera i ministra finansów przypadło Billowi Englishowi. 19 listopada 2008 English został oficjalnie zaprzysiężony na tym stanowisku. Stanowiska wicepremiera i ministra finansów zajmował także w kolejnych rządach premiera Johna Key. Dodatkowo, od 19 listopada 2008 do 13 grudnia 2011 sprawował urząd ministra infrastruktury.
12 grudnia 2016 objął urząd premiera Nowej Zelandii, po rezygnacji z tej funkcji z powodów osobistych przez Johna Key. Tego samego dnia został mianowany liderem Partii Narodowej. W swoim gabinecie objął również stanowisko ministra bezpieczeństwa narodowego. Kierowana przez Englisha partia zajęła pierwsze miejsce w wyborach w 2017 roku, zdobywając 44,45 głosów. Mimo to, wobec nieuzyskania samodzielnej większości straciła władzę na rzecz Partii Pracy. Stanowisko szefa rządu sprawował do 26 października 2017, a 13 lutego 2018 zrezygnował z kierowania partią.